# 久喜市立青葉小学校
久喜市立青葉小学校（くきしりつ あおばしょうがっこう）は、埼玉県久喜市青葉にある公立小学校。

## 沿革
- 1974年（昭和49年）
  - 4月8日 - 開校。久喜市立太田小学校区の青毛、栗原、吉羽地区の一部の児童111名を分離、新設校として発足。
  - 7月22日 - 現在地に移転。
  - 11月22日 - この日を開校記念日に制定。
- 1975年（昭和50年）
  - 3月6日 - 校章を制定。
  - 10月13日 - 校歌を制定。
- 1980年（昭和55年）2月20日 - 体育館竣工。
- 1996年（平成8年）3月 - 防災用井戸、防災倉庫設置工事が竣工。
- 2000年（平成12年）9月 - パソコン22台を導入。
- 2003年（平成15年）
  - 6月20日 - 各教室に扇風機計102台を設置。
  - 11月21日 -「開校30周年記念行事」を開催。
- 2005年（平成17年）7月 - ビオトープが完成。
- 2006年（平成18年）9月1日 - パソコン41台を新規に導入。

## 立地
久喜市の東部にある青葉団地の南側に位置している。
- 北側および東側 - 集合住宅地（久喜青葉団地）、童謡の小道
- 南側 - 宅地、平沼落川
- 西側 - 青葉さくら通り、青毛堀川

## 施設
- 校舎
- 文化財展示室
- 体育館
- プール
- 校庭遊具

## 校歌
- 作詞者 - 槇 皓志
- 作曲者 - 奥村 一

## バス路線
- 久喜駅東口より朝日バスのりば1にて「青葉団地循環」・「弁天橋行き」・「朝日バス車庫行き」・[KU16]「幸手駅西口行き」のいずれかに乗車、「青葉団地中央」・「青葉団地東」のいずれか最寄にて下車徒歩7分。（運賃190円）
- 幸手駅西口より朝日バス[KU16]「久喜駅東口行き」に乗車、「青葉団地東」・「青葉団地中央」のいずれか最寄にて下車徒歩7分。（運賃210円）